# نهر هان (خوبي وشنشي)

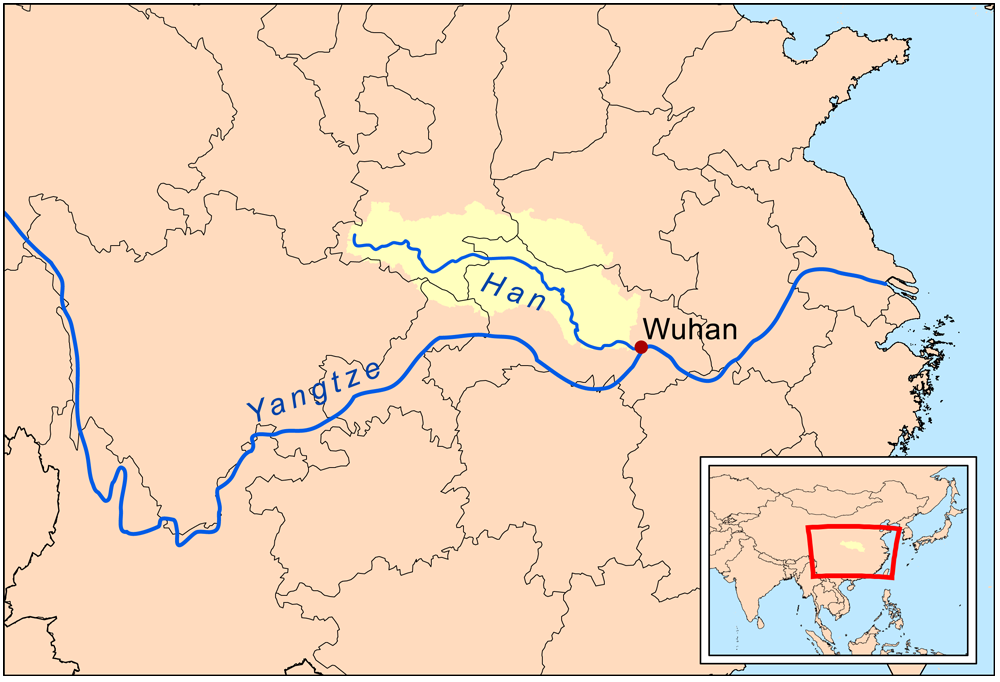
حوض تصريف نهر هان

نهر هان، المعروف أيضًا باسميه الصينيين هانشوي وهانجيانغ، هو نهر رئيسي في وسط الصين. وهو رافد أيسر لنهر يانغتسي، أطول أنهار آسيا، ويبلغ طوله 1532 كيلومترًا (952 ميلًا)، وهو أطول روافد نهر يانغتسي.
أعطى النهر اسمه لسلالة هان الصينية القديمة، التي مثّلت أحد العصور الذهبية الأولى للصين القديمة، ومن خلالها، لشعب الهان، المجموعة العرقية المهيمنة في الصين الحديثة والأكثر سكانًا في العالم. كما يحمل النهر اسم مدينة هانتشونغ الواقعة على مجراه العلوي.